# Joab
Pour l’article homonyme, voir Yoav (musicien) pour le musicien.
Joab ou Yoav (en hébreu : יואב) est un personnage biblique qui apparaît dans le deuxième livre de Samuel, le premier livre des Rois, et le premier livre des Chroniques. Il est un neveu du roi David, fils de sa sœur Tsrouyah (en) (2 Samuel 2:18 17:25), et chef de l'armée de David et prince selon la Bible. Il reste fidèle au roi même quand Absalom fomente une insurrection contre David. Il tue Absalom. À la mort de David, il prend le parti d’Adonias (1 Rois 1:7). Il est tué sur l’ordre de Salomon par Benaja (1 Rois 2:28-35).

## Étymologie
Le nom hébraïque Yoav (hébreu יואב yoav) serait un dérivé du nom de Dieu du peuple d'Israël et du mot père (יהו-אב) et signifierait « Dieu est [mon] père. » 
Yoav est un prénom hébraïque répandu en Israël et de plus en plus porté dans la diaspora.

## Récit biblique
Joab est le fils de Tsrouyah, sœur du roi David ; il a deux frères : Avishaï et Asahel, son père est enterré à Bethléem. Joab et Abner le fils de Ner se rencontrent près de la piscine de Gabaon et font combattre 12 hommes pour chacun d'eux qui meurent. Abner est poursuivi par Asahel le frère de Joab et il le tue. Joab et Abisai les deux frères d'Asahel continuent à poursuivre Abner, puis s'arrêtent et transportent le corps de leur frère Asahel pour l'enterrer dans le tombeau de leur père à Bethléem et repartent à Hébron. Abner propose une alliance au roi David et va voir David à Hébron puis repart. Joab l'apprend, fait revenir Abner à Hébron et le tue pour venger son frère Asahel et par crainte que son commandement ne lui soit enlevé au profit d'Abner. Par ce geste, Joab désobéit à son souverain : le roi David pleure la mort d'Abner et assiste à son enterrement à Hevron. David roi de Juda devient aussi roi d’Israël à Hébron. David roi de Juda et d’Israël décide de transférer sa capitale d'Hébron à Jérusalem. Il nomme Joab chef de son armée pour s'être emparé le premier de Jérusalem. Dans l'élite des guerriers de David, Joab n'est pas mentionné. Par contre son porteur d'armes Naharai de Béroth fait partie de l'élite des guerriers de David ainsi que ses frères Abishai et Asahel.

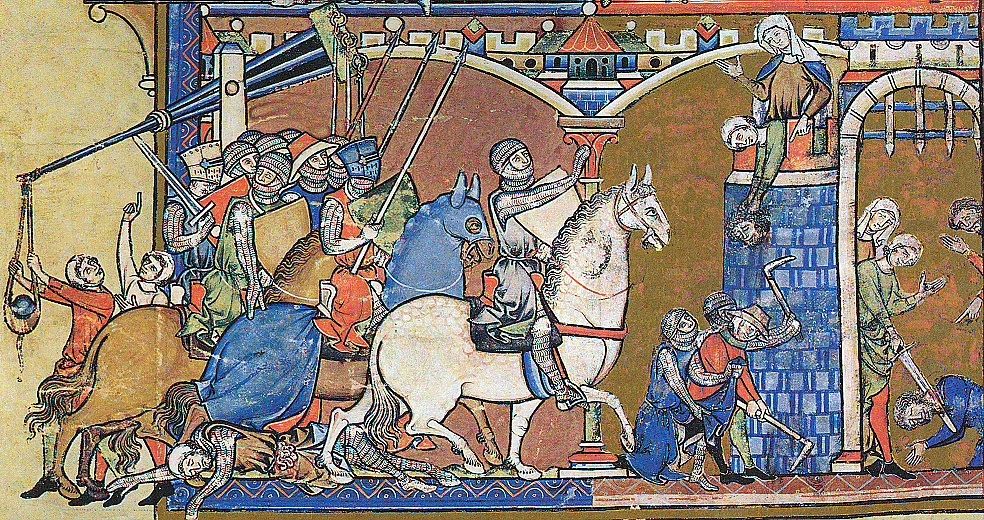
Illustration de la Bible_de_Maciejowski de 2 Samuel 20 où Joab poursuit Sheba fils de Bikri jusqu'à la cité d'Abel-beth-maachah où la tête de Sheba est jetée par-dessus les murailles.

Le roi David abat les Édomites dans la vallée du Sel et Joab reste six mois en Édom. Hadad un Édomite de la famille royale encore jeune garçon réussit à s'enfuir en Égypte. Lorsque le roi ammonite Naas meurt et que son fils Hanon lui succède, David envoie des serviteurs dans le pays ammonite mais les Ammonites humilient les serviteurs de David. Les Ammonites s'allient aux Syriens pour faire la guerre, Joab combat les Syriens et son frère Abisai combat les Ammonites. Les Syriens et les Ammonites sont mis en déroute. Le roi David envoie Joab et son armée combattre les Ammonites et assiéger la ville de Rabba et le roi David demeure à Jérusalem. David aperçoit Bethsabée la femme d'Urie le Hittite, couche avec Bethsabée qui devient enceinte. Il envoie une lettre à Joab pour qu'il place Urie le Hittite, qui fait partie de l'élite des guerriers de David, à l'endroit où la lutte est la plus violente pour qu'il succombe. Les habitants de la ville de Rabba font une sortie et de nombreux hommes périssent dont Urie le Hittite. David apprend la mort d'Urie le Hittite et Bethsabée apprend la mort de son mari. Bethsabée est recueillie par le roi David et devient sa femme. Joab envoie des messagers à David qui va alors à Rabba et s'en empare.
Absalom fils de David nomme Amasa chef de l'armée à la place de Joab et Joab tue Absalom. David envisage de nommer Amasa chef de l'armée à la place de Joab et Joab tue Amasa. Seba (en) le fils de Bochri un Benjaminite se révolte contre David et Joab le poursuit. Seba se réfugie dans la ville d'Abel-beth-maachah et est assiégé par Joab. Pour éviter la prise de leur ville les habitants coupent la tête de Seba et la jettent à Joab qui retourne alors à Jérusalem. David demande à Joab de dénombrer Israel et Juda. Joab parcourt le pays pendant neuf mois et vingt jours et apporte à David le rôle du dénombrement. Joab soutient Adonias et non Salomon pour la succession de David. David demande à Salomon de mettre à mort Joab. Benaja tue Joab sur ordre de Salomon et devient chef de l'armée à la place de Joab.